# Mellen, Wisconsin
Mellen là một thành phố thuộc quận Ashland, tiểu bang Wisconsin, Hoa Kỳ. Năm 2000, dân số của thành phố này là 845 người.